# 北村英三
北村 英三（きたむら えいぞう、1922年4月17日 - 1997年3月7日）は、日本の俳優、演出家。晩年の芸名は喜多村 英三、本名は北村 英蔵（いずれも読みは同じ）。東京府東京市牛込区新小川町（現：東京都新宿区新小川町）出身。妻は関えつ子、娘は北村岳子。

## 来歴・人物
旧制第四高等学校（現：金沢大学）を経て、京都帝国大学文学部国語国文科に入学後（1948年卒業）、学生演劇で当時の日本人男性としては長身だった体躯を生かし、翻案劇の主演と演出を数多く務めた。在学中の1947年に『劇団くるみ座』の創立に参加する。
近畿で製作された舞台、ラジオドラマ、テレビドラマ、映画に数多く出演した個性派俳優として知られ、映画『吸血鬼ゴケミドロ』の政治家・真野剛造のような権力者役や、結束信二脚本、司馬遼太郎原作のテレビドラマ『新選組血風録』と『燃えよ剣』での井上源三郎役、『部長刑事』の大阪府警捜査一課の大鍋部長刑事のような市井の人などの脇役を終生演じ続けた。晩年は俳優業と並行しながら大阪芸術大学舞台芸術学科の教授も務めた。
大学の後輩である大島渚や戸浦六宏や永井一郎を指導した経験がある。
1997年3月7日、検査のために入院していた病院で心不全のため死去。

## 出演

### 映画
- 出世武士道（1961年、東映）- 島田文太夫
- この首一万石（1963年、東映）- 伝兵衛
- 燃えよ剣（1966年、松竹）- 佐藤彦五郎
- シンガポールの夜は更けて（1967年、松竹）- 王定慶
- 人妻椿（1967年、松竹）- 勉蔵
- 春日和（1967年、松竹）
- 怪談残酷物語 (1968年、松竹）
- 吸血鬼ゴケミドロ（1968年、松竹）- 真野剛造
- とむらい師たち（1968年）
- 人斬り（1969年、大映 - 横川帯刀
- 関東テキヤ一家 浅草の代紋（1971年、東映）
- 現代ポルノ伝 先天性淫婦（1971年、東映）- 戸間口武
- 恐怖女子高校　暴行リンチ教室（1973年、東映）- 中田角造
- 仁義なき戦い 広島死闘篇（1973年、東映）- 石田栄輔
- 三池監獄 兇悪犯（1973年、東映）- 伊集院良道
- 仁義なき戦い 代理戦争（1973年、東映）- 橋詰
- やくざ対Gメン囮（1973年、東映）- 張炎生
- 現代任侠史（1973年、東映）- 先生
- まむしの兄弟 二人合わせて30犯（1974年、東映）- 吉川
- ジーンズブルース 明日なき無頼派（1974年、東映）- 中川
- 唐獅子警察（1974年、東映）- 岩藤貢
- 無宿（1974年、東宝）
- 逆襲! 殺人拳（1974年、東映）- 大和田青厳
- 県警対組織暴力（1975年、東映）- 大坪署長
- 日本暴力列島 京阪神殺しの軍団（1975年、東映）- 三田栄
- 資金源強奪（1975年、東映）- 皆川克巳
- 暴力金脈（1975年、東映）- 文野
- 東京ふんどし芸者（1975年、東映）- 橋本文造
- 脱走遊戯（1976年、東映）- 関口勝春
- 夜明けの旗 松本治一郎伝 （1976年）- 宮崎友五郎
- ピラニア軍団 ダボシャツの天（1977年）- 大市喜三郎
- 愛の亡霊（1978年、アルゴス・フィルム / 大島渚プロダクション）- 山の店の親父
- 日本の首領 完結篇（1978年、東映）- 木村宇市
- 真田幸村の謀略（1979年、東映）- 穴山小兵衛
- 序の舞（1984年、東映）- 光彩堂の主人
- 瀬降り物語（1985年、東映）- ジローの父親

### テレビドラマ
- ナショナル日曜観劇会 / 釜ヶ崎（1961年、ABC）- 実存主義者 ※ 第16回芸術祭大賞
- 里見八犬伝（1964年、CX / 日本電波映画）- 軍手五倍二
- シャープ月曜劇場 / 母の初恋（1963年、KTV / 早川電機工業）
- 柳生武芸帳（1965年、NET / 東映）- 土井大炊頭
- 新選組血風録（1965 - 1966年、NET / 東映）- 井上源三郎
- われら九人の戦鬼（1966年、NET / 東映）- 柿丸
- 新吾十番勝負 第24話「地獄の使者」（1967年、TBS / 松竹テレビ室）- 堺屋十兵衛
- 部長刑事（1967年、ABC）- 大鍋部長刑事
- 銭形平次（CX / 東映）
  - 第17話「切られた綱」（1966年）- 道庵
  - 第64話「花婿の死」（1967年）- 竹林斉
  - 第113話「親子雲」（1968年）- 長次
  - 第155話「誓いの匕首」（1969年）- 石庵
  - 第181話「女ふたり」（1969年） - 庄左ヱ門
  - 第799話「雪の夜の密室殺人」（1982年） - 音松
- 仮面の忍者 赤影 第35話「梟怪獣ガッポ」（1967年、KTV / 東映）- 流れ星左十
- 怪奇大作戦 第23話「呪いの壺」（1969年、TBS / 円谷プロ）- 市井商会店主
- あゝ忠臣蔵（1969年、KTV / 東映）- 喜久治
- 燃えよ剣（1970年、NET / 東映）- 井上源三郎
- 新三匹の侍 第13話「何処へ行くのか獣道」（1970年、CX / 松竹）- 九鬼主水
- 軍兵衛目安箱 第15話「うぶすなの剣」（1971年、NET / 東映）- 町田与太夫
- 江戸巷談 花の日本橋 第1回「髪結いおしま捕物帖」、第2回「髪結いおしま捕物帖 謎の銀かんざし」（1971年、KTV / 東映） - 深川の金兵衛
- 忍法かげろう斬り 第18話「略奪された姫君」（1972年、KTV / 東映）- 但安
- 水戸黄門（TBS / C.A.L）
  - 第4部
    - 第9話「ごますり剣法免許皆伝 -山形-」（1973年3月19日）- 彦兵ヱ
    - 第26話「黄金の誘惑 -白石-」（1973年7月16日）- 杉山良以

  - 第5部 第13話「浪花女のど根性 -大阪-」（1974年6月24日）- 十兵衛
  - 第6部
    - 第3話「よみがえった男 -人吉-」（1975年4月14日）- 直助
    - 第25話「海道一の大盗人 -金谷-」（1975年9月15日）- 旅籠の主人

  - 第7部
    - 第5話「何の因果で若旦那 -花巻-」（1976年6月21日）- 丹波五郎治
    - 第13話「泣くなわらしっこ -秋田-」（1976年8月16日）- 牢屋同心

  - 第8部 第23話「黄門さまは時の氏神 -大洲-」（1977年12月19日）- 久兵衛
  - 第9部 第26話「代官を救った文庫・佐野」（1979年1月29日）- 朴庵
  - 第11部
    - 第14話「河豚にあたった若旦那 -仙台-」（1980年11月17日）- 叶屋権蔵
    - 第19話「馬に蹴られた悪企み -三国峠-」（1980年12月22日）- 玄庵

  - 第12部 第18話「天下一品喧嘩そうめん -龍野-」（1981年12月28日）- 鵤の伝八
  - 第13部 第15話「三葉葵を盗んだ男 -津山-」（1983年1月24日）- 備前屋吾平
  - 第19部 第19話「人情娘馬子唄 -郡上八幡-」（1990年2月5日）- 弁天の三五郎
- 必殺シリーズ（ABC / 松竹）
  - 暗闇仕留人 第4話「仕留めて候」（1974年）- 銀屋孫衛門
  - 必殺必中仕事屋稼業 第12話「いろはで勝負」（1975年）- 勘助
  - 必殺仕置屋稼業
    - 第2話「一筆啓上罠が見えた」（1975年）- 大和屋
    - 第20話「一筆啓上手練が見えた」（1975年）- 石神辰五郎

  - 新・必殺仕置人 第9話「悪縁無用」（1977年）- 雅泉堂
  - 江戸プロフェッショナル・必殺商売人 第12話「裏口を憎む男にない明日」（1978年）- 与兵衛
  - 必殺からくり人 富嶽百景殺し旅 第1話「江戸 日本橋」（1978年）- 馬琴
  - 必殺仕事人
    - 第4話「主水は三途の川を避けられるか?」（1979年）- 更科屋金兵ヱ
    - 第55話「離れ技孤立水火攻め」（1980年）- 足利屋勘兵衛

  - 必殺仕事人III 第11話「恋の重荷を背負ったのは秀」（1982年）- 治平
  - 必殺仕事人V・激闘編 第24話「主水、上方の元締と決闘する」（1986年）- 天満屋彦兵衛
  - 必殺まっしぐら！第9話「相手は名古屋の暗殺剣」（1986年）-四海屋徳兵ヱ
  - 必殺仕事人V・風雲竜虎編 第1話「謎の二枚目殺し屋登場!」（1987年）- 大坂の元締
  - 必殺スペシャル・春一番 仕事人、京都へ行く 闇討人の謎の首領!（1989年）- 山崎屋十左衛門
- 右門捕物帖 （1975年、NET / 東映）
  - 第41話「謎の蛇皮線」
  - 第51話「雪の宿」
- 影同心シリーズ（MBS / 東映）
  - 影同心（1975年）
    - 第3話「鐘に怨みの殺し節」- 鍵屋仁平
    - 第25話「相合傘の殺し節」- 明神の辰造

  - 影同心II 第11話「（秘）能舞台鬼の花道」（1975年）- 田原伝兵衛
- 江戸を斬る (TBS / C.A.L)
  - 江戸を斬るII（1975年 - 1976年）- 関谷五郎次
  - 江戸を斬るIII 第21話「狙われた女」（1977年）- 駕籠寅
  - 江戸を斬るVI 第23話「酒に溺れた居合い抜き」（1981年）-川並の吉五郎
  - 江戸を斬るVII 第4話「偽りの自首」（1987年）- 嶋田屋
- 遠山の金さん 杉良太郎版（NET/東映）
  - 第5話「花嫁を攫え‼」（1975年）-栄五郎
  - 第31話「明日に別れの賽を振れ‼」（1976年）
  - 第98話「金のなる木を持つ稼業」（1977年）-藤蔵
- 五街道まっしぐら! 第11話「河童と美女といたずら小僧」（1976年、NET / 東映）
- シリーズ人間模様 / 火の路（1976年、NHK）
- お耳役秘帳 第23話「くの一地獄変」（1976年、KTV / 歌舞伎座テレビ）- 朝倉佐渡
- 桃太郎侍 第9話「伊之助慕情」（1976年、NTV / 東映）- 藤吉
- 駆けろ!八百八町（1977年、NET / 東映）- 勘助
- 横溝正史シリーズ（MBS / 東宝）
  - 本陣殺人事件（1977年）- 一柳伊兵衛
  - 八つ墓村（1978年）- 井川丑松
- 大岡越前 (TBS / C.A.L)
  - 第5部
    - 第12話「唐獅子の復讐」（1978年4月24日）- 大村屋重助
    - 第23話「裁けなかった恋の道」（1978年7月10日）- 家主源六

  - 第6部 第5話「義賊業平小僧」（1982年4月5日）- 駒留の勝五郎
  - 第7部 第14話「情けが仇の人助け」（1983年7月25日）- 武蔵屋小兵衛
  - 第8部 第13話「復讐唐人剣」（1984年10月15日）- 玉野屋与次郎
  - 第9部 第7話「証人は謎の女」（1985年12月9日）- 火の番の老人
  - 第12部 第16話「十手を持った無法者」（1992年2月3日）- 金兵衛
- 暴れん坊将軍シリーズ（ANB / 東映）
  - 吉宗評判記 暴れん坊将軍
    - 第6話「天晴れ!芋侍」（1978年）- 大黒屋喜八
    - 第26話「素破!天下の一大事」（1978話）- 八百蔵
    - 第65話「恐れ多くもお茶壺道中」（1979年）- 堀田玄蕃頭
    - 第82話「天女のようなガキ大将」（1979年）- 茂兵衛
    - 第92話「おっ母ぁなんか要らねえや!」（1980年）- 加東頼母
    - 第158話「地獄の鐘は暮六つに鳴る」（1981年）- 源兵衛
    - 第165話「誰がための親不孝」（1981年）- 木川屋庄右衛門
    - 第187話「天下御免!虚無僧変化」（1981年）- 小笠原図書頭

  - 暴れん坊将軍II
    - 第3話「気になるあいつの恋びんた!」（1983年）- 富蔵
    - 第36話「危機一髪! 皆殺し砦」（1983年）- 的場軍太夫
    - 第68話「いま、ひと夏のいのち唄!」（1984年）- 常盤屋銀兵衛
    - 第95話「心やさしき仇討選手」（1985年）- 相馬出羽守
    - 第119話「吉宗がまさか! 結婚詐欺!?」（1985年）- 我孫子屋彦兵衛

  - 暴れん坊将軍III
    - 第55話「菊乱れる非情の剣」（1989年） - 八十助
    - 第62話「恋の目安箱」（1989年）- 森下勘兵衛
    - 第117話「おんな武芸者の恋」（1990年）- 水沢右衛門助

  - 暴れん坊将軍V
    - 第43話「天下を正した切腹訴状」（1994年）- 久助
- 土曜ワイド劇場 (ANB)
  - 映画村殺人事件愛の邪魔者を消せ!（1980年、ABC / 東映）
  - 新・赤かぶ検事奮戦記（ABC / 松竹）
    - #1 飛騨小糸坂の白骨・秘湯から消えた女と高山カラクリ人形の謎（1994年）- 中津弥之助
    - #3 夢追い地蔵殺人事件龍神温泉の美女と古銭の秘密父娘が法廷初対決!（1996年）- 小杉義男
    - #4 飛騨路を火魔が走る!（1997年）- 小杉義男
- 影の軍団シリーズ (KTV)
  - 服部半蔵 影の軍団　第17話「生きていた闇将軍」（1980年）- 武蔵屋
  - 影の軍団II 第1話「眼には眼を!」（1981年） - 久蔵
- 時代劇スペシャル (CX)
  - 着ながし奉行（1981年、俳優座映画放送 / 映像京都）- 継町の才兵衛
  - 松本清張のかげろう絵図（1983年、東映）
- 松平右近事件帳 第1話「藪太郎参上」（1982年、NTV / ユニオン映画）- 相模屋利三郎
- 斬り捨て御免! 第3シリーズ 第21話「伊賀の女に明日はない」（1982年、TX / 歌舞伎座テレビ）- 真木安臣 / 伊賀道鬼
- 眠狂四郎 無頼控（1983年、テレビ東京 / 歌舞伎座テレビ）- 吉蔵
- 遠山の金さん 第1シリーズ 第69話「赤いピストル・博多から来た女!」（1983年、ANB / 東映）
- 大奥 （1983年）
  - 第21話「赤ちゃん騒動記」 - 御典医
  - 第37話「さらば!田園交響楽」 - 岡島仲島
- 銀河テレビ小説 / わが歌・我愛你（1988年10月、NHK大阪）
- 大忠臣蔵（1989年、TX）- 萱野七郎左衛門
- 鬼平犯科帳（CX / 松竹）
  - 第2シリーズ 第3話「白い粉」（1990年）- 駒羽の七之助
  - 第4シリーズ 第2話「うんぷてんぷ」（1992年）- 須の浦の徳松
  - 第7シリーズ 第4話「木の実鳥の宗八」（1997年）- 伊勢屋 ※ 喜多村英三名義
- ドラマ新銀河（NHK）
  - この指とまれ!!（1995年） - すみれの祖父 役
- 阿部一族（1995年、CX / 松竹）- 有吉頼母佐
- 御家人斬九郎（1995年・1997年 - 1998年、CX / 映像京都）- 東八

### ラジオドラマ
- お父さんはお人好し（1954年12月13日 - 1965年3月29日NHK大阪）- 長男、米太郎

## 参考資料
- キネマ旬報社・編『日本映画人名事典 男優篇 上巻』（1996年、キネマ旬報社）ISBN 978-4873761886
- 黒須洋子・著『テレビ映画「新選組血風録」の世界』（2000年、新人物往来社）ISBN 978-4404028754